# در جستجوی آتش
در جستجوی آتش (انگلیسی: The Quest for Fire)، به معنای واقعی کلمه "جنگ آتش") یک رمان بلژیکی فانتزی محصول ۱۹۱۱ توسط ژ. -اچ. روسنی، نام مستعار دو برادر؛ نویسنده در واقع بزرگتر آن دو، ژوزف هانری اونوره بوکس (۱۸۵۶–۱۹۴۰) بود. اولین بار در سال ۱۹۶۷ به زبان انگلیسی در یک نسخه خلاصه شده منتشر شد.
در فیلم تحسین شده ۱۹۸۱ "جستجو برای آتش (فیلم)" با بازی ران پرلمن اقتباس شد. این فیلم اقتباسی وفادار از کتاب نیست.

## کتاب
«جستجوی آتش» در [پارینه‌سنگی] در اروپا اتفاق می‌افتد. جانوران این دوره در همه جا حضور دارند، از جمله ماموت، شیر غارزی، نیاگاو، خرس غارنشین، دندان‌خنجری‌ها، گوزن‌های غول‌پیکر و کل سکایی. چندین انسان‌نما گونه (زیست‌شناسی) در کنار حیوانات زندگی می‌کنند: علماس (نئاندرتال-مانند شکارچی-گردآورنده که آتش را می‌پرستند و می‌توانند با جانوران متحد شوند)، واس (افراد بدون شانه از مرداب)، مردان مو آبی (چهار دست بزرگ میمون‌سانیان با خز مایل به آبی)، مردان‌خوارها (حیوانی آدم‌خواری (انسان‌ها)) و کوتوله‌های سرخ (به‌شدت جنگ‌طلب و بیگانه‌هراسی پیگمه‌ها).